# Пам'ятки Устинівського району
У Устинівському районі Кіровоградської області на обліку перебуває одна пам'ятка архітектури і 26 пам'яток історії.

## Пам'ятки архітектури
| № пп | Найменування пам'ятки                | Датування | Місцезнаходження пам'ятки             | Охорон. номер |
| ---- | ------------------------------------ | --------- | ------------------------------------- | ------------- |
| 1    | Церква Ікони Казанської Божої Матері | 1860 р.   | с. Олександрівка, вул. Гаркавого, 21А |               |

## Пам'ятки історії
| № пп | Охорон. номер                                                  | Найменування пам'ятки | Місцезнаходження пам'ятки                                               | Епоха                                                               | Значення | Рішення                                   |
| ---- | -------------------------------------------------------------- | --- | ----------------------------------------------------------------------- | ------------------------------------------------------------------- | -------- | ----------------------------------------- |
| 1    | 913 913/1 913/2 — 913/4 913/5 913/6 913/7 — 913/8 913/9 913/10 | Меморіальний комплекс: Братська могила учасників громадянської війни. Поховано 22 чол. Братські могили радянських воїнів. Поховано 21 воїн. Братська могила мирних жителів. Поховано 56 чол. Пам'ятний знак воїнам-землякам. Могили радянських воїнів. Поховано 2 воїни. Пам'ятник радянським танкістам Братська могила радянських льотчиків. Поховано 3 чол. | Устинівський район, смт. Устинівка, вул. Мазуренка, центральна площа    | 1921 р. 1944 р. 1941—1944 рр. 1941—1944 рр. 1944 р. 1944 р. 1941 р. | місцева  | № 404 від 17.09.1969 р.                   |
| 2    | 1223                                                           | Пам'ятник радянським воїнам-артилеристам | смт Устинівка, околиця селища                                           | 1944 р.                                                             | місцева  | № 281 від 16.05.1985                      |
| 3    | 916                                                            | Братська могила борців за встановлення радянської влади. Поховано 3 чол. | с. Березівка, Березівська с/р, центр села                               | 1921 р.                                                             | місцева  | № 404 від 17.09.1969                      |
| 4    | 954                                                            | Пам'ятний знак воїнам-землякам | с. Березівка, Березівська с/р, парк                                     | 1941—1945 рр.                                                       | місцева  | № 300 від 25.06.1982                      |
| 5    | 1048                                                           | Пам'ятний знак Осипову М. І. і Стеріну Ю. І. — Героям Радянського Союзу | с. Березуватка, Криничуватська с/р, 4 км на південний схід              | 1944 р.                                                             | місцева  | № 301 від 25.06.1982                      |
| 6    | 2316                                                           | Братська могила мирних жителів — жертв фашизму. Поховано 257 чол. | с. Березуватка, Криничуватська с/р, 2 км на південь                     | 1941—1945 рр.                                                       | місцева  | № 104 від 15.04.1991                      |
| 7    | 955                                                            | Братська могила радянських воїнів. Поховано 5 воїнів | с. Брусівка, Брусівська с/р, центр села                                 | 1944 р.                                                             | місцева  | № 300 від 25.06.1982                      |
| 8    | 918                                                            | Братська могила радянських воїнів. Поховано 6 воїнів | с. Ганно-Леонтовичеве, Ганно-Леонтовичівська с/р, біля сільського клубу | 1944 р.                                                             | місцева  | № 404 від 17.09.1969                      |
| 9    | 919                                                            | Могила радянського воїна | с. Ганно-Леонтовичеве, Ганно-Леонтовичівська с/р, біля Будинку культури | 1944 р.                                                             | місцева  | № 404 від 17.09.1969                      |
| 10   | 922                                                            | Братська могила радянських воїнів. Поховано 5 чол. | с. Докучаєве, Докучаєвська с/р, центр села                              | 1944 р.                                                             | місцева  | № 404 від 17.09.1969                      |
| 11   | 956                                                            | Пам'ятник воїнам-землякам | с. Докучаєве, Докучаєвська с/р, при в'їзді в село                       | 1941—1945 рр.                                                       | місцева  | № 300 від 25.06.1982                      |
| 12   | 1049                                                           | Пам'ятник воїнам-землякам | с. Інгульське, Інгульська с/р, центр села                               | 1941—1945 рр.                                                       | місцева  | № 301 від 25.06.1982                      |
| 13   | 924 924/1 924/2                                                | Братська могила радянських воїнів. Поховано 65 воїнів Братська могила Осипова М. І. і Стеріна Ю. І. — Героїв Радянського Союзу | с. Криничуватка, Криничуватська с/р, центр села                         | 1944 р., 1923—1944 рр., 1924—1944 рр.                               | місцева  | № 404 від 17.09.1969                      |
| 14   | 925                                                            | Пам'ятник воїнам-землякам | с. Криничуватка, Криничуватська с/р, центр села                         | 1941—1945 рр.                                                       | місцева  | № 404 від 17.09.1969                      |
| 15   | 926 926/1 926/2                                                | Братська могила радянських воїнів. Поховано 19 воїнів Пам'ятний знак воїнам-землякам | с. Криничне, Криничненська с/р, центр села                              | 1944 р.                                                             | місцева  | № 404 від 17.09.1969 № 281 від 16.05.1985 |
| 16   | 923                                                            | Братська могила радянських воїнів. Поховано 20 чол. | с. Лебедине, Лебединівська с/р, центр села                              | 1944 р.                                                             | місцева  | № 404 від 17.09.1969                      |
| 17   | 927                                                            | Братська могила радянських воїнів. Поховано 4 воїни | с. Мельчевське, Докучаєвська с/р, центр села                            | 1944 р.                                                             | місцева  | № 404 від 17.09.1969                      |
| 18   | 921                                                            | Пам'ятник воїнам-землякам | с. Новоігорівка, Новоігорівська с/р                                     | 1941—1945 рр.                                                       | місцева  | № 404 від 17.09.1969                      |
| 19   | 2317                                                           | Пам'ятний знак жертвам голодомору | с. Новоігорівка, Новоігорівська с/р, південна околиця села              | 1932 — 1933 рр.                                                     | місцева  | № 104 від 15.04.1991                      |
| 20   | 928 928/1 928/2                                                | Братська могила радянських воїнів. Поховано 8 воїнів Пам'ятний знак воїнам-землякам | с. Седнівка, Седнівська с/р, при в'їзді в село                          | 1944 р. 1941—1945 рр.                                               | місцева  | № 404 від 17.09.1969 № 281 від 16.05.1985 |
| 21   | 929                                                            | Братська могила радянських воїнів. Поховано 21 воїн | с. Сонцеве, Сонцівська с/р, центр села                                  | 1944 р.                                                             | місцева  | № 404 від 17.09.1969                      |
| 22   | 1224                                                           | Пам'ятний знак Мазуренку О. Ю. — двічі Герою Радянського Союзу | с. Степове, Степанівська с/р, при в'їзді в село                         | 1917 р.                                                             | місцева  | № 281 від 16.05.1985                      |
| 23   | 930                                                            | Братська могила радянських воїнів. Поховано 3 воїни | с. Олександрівка, Олександрівська с/р, біля Будинку культури            | 1944 р.                                                             | місцева  | № 404 від 17.09.1969                      |
| 24   | 931 931/1 931/2                                                | Братська могила радянських воїнів. Поховано 9 чол. Пам'ятний знак воїнам-землякам | с. Степанівка, Степанівська с/р, центр села                             | 1944 р. 1941—1945 рр.                                               | місцева  | № 404 від 17.09.1969                      |
| 25   | 914                                                            | Пам'ятник Мазуренку О. Ю. — двічі Герою Радянського Союзу | смт Устинівка, вул. Мазуренка                                           | 1917 р.                                                             |          | № 404 від 17.09.1969                      |
| 26   | 1225                                                           | Пам'ятний знак на місті спаленого села Новопавлівка | с. Степанівка, Степанівська с/р, 12 км на Півн. Схід                    | 1941 р.                                                             | місцева  | № 281 від 16.05.1985                      |
|      |                                                                | |                                                                         |                                                                     |          |                                           |